# Modelo de la gota líquida

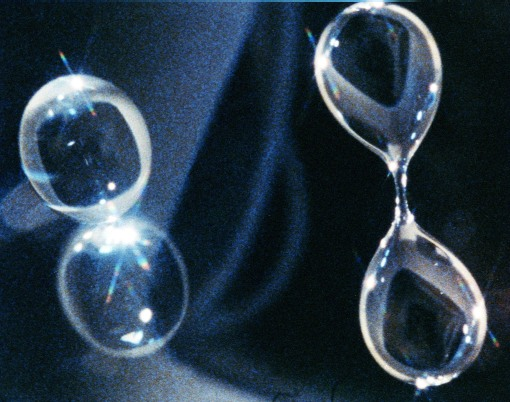
Gotas de aguas en microgravedad. Pueden verse cómo colisionan y se separan dos pares de gotas de agua, y la semejanza existente con la fusión y fisión nuclear.

El modelo de la gota líquida es un modelo de física nuclear que trata al núcleo como una "gota" de fluido nuclear incompresible. Este fluido estaría compuesto por nucleones (protones y neutrones), que permanecen unidos debido a la fuerza nuclear fuerte. Este modelo fue propuesto por vez primera por George Gamow en 1930 y desarrollado después por Niels Bohr y John Archibald Wheeler. 
Este modelo no explica todas las propiedades del núcleo, pero sí su forma esférica. Además ayuda en la predicción de la energía de ligadura de los núcleos.

## Factores que afectan a la energía de ligadura
Un análisis matemático de la teoría devuelve una ecuación (conocida como fórmula semiempírica de masas) que pretende predecir la energía de ligadura de cada núcleo en función del número de protones y neutrones que contiene. Esta ecuación tiene cinco términos que corresponden a:
1. La ligadura de cohesión de todos los nucleones por la fuerza fuerte,
2. La repulsión electrostática mutua entre protones,
3. Un término de energía superficial,
4. Un término de asimetría y
5. Un término de paridad (parcialmente derivable a partir del cálculo con protones y neutrones en estados cuánticos de espín independientes).

Si se considera la suma de los cinco tipos de energía, los resultados obtenidos se aproximan a la variación observada de la energía de ligadura de los núcleos:
- Energía volumétrica: Cuando un conjunto de nucleones del mismo tamaño se unen en un volumen pequeño, cada nucleón tiene un número de otros nucleones en contacto. Debido a ello la energía nuclear es proporcional al volumen.
- Energía superficial: Un nucleón en la superficie del núcleo interacciona con menos nucleones que uno interior, y por lo tanto su energía de ligadura será menor. Esto se tiene en cuenta con el término de la energía superficial, que será por lo tanto negativa y proporcional al área de la superficie.
- Energía coulombiana: Es la repulsión electrostática que debe experimentar cada par de protones del núcleo, que contribuye disminuyendo la energía de ligadura.
- Energía de asimetría (también llamada energía de Pauli): Está asociada al principio de exclusión de Pauli. Si no fuera por este término, la forma más estable de los núcleos sería siempre N=Z (donde N es el número de neutrones y Z el de protones). Valores distintos de N y Z implican que se llenan niveles energéticos superiores para cierto tipo de partículas, mientras que para el otro se llenan los niveles energéticos más bajos.
- Energía de paridad: Es un término corrector que aparece por la tendencia que poseen los neutrones y protones de estar apareados dos a dos. Es conocido que es más inestable un número impar de nucleones que un número par.

## Fórmula semiempírica de masas
Partiendo del modelo de Gamow, Carl Friedrich von Weizsäcker elaboró en 1935 la fórmula para la energía de ligadura del núcleo. Con el paso del tiempo, el valor de los coeficientes de la fórmula se ha ido refinando, en función de las mediciones. La forma funcional es:

{\displaystyle B(A,Z)=aA-bA^{2/3}-{\frac {dZ^{2}}{A^{1/3}}}-s{\frac {(A-2Z)^{2}}{A}}-{\frac {\delta }{A^{1/2}}}}

Los valores de las constantes {\displaystyle a,b,d,s,\delta } se pueden calcular mediante ajuste a los datos experimentales. Algunos valores de referencia:
|                                                    | Wapstra | Wapstra | Rohlf  |
| -------------------------------------------------- | ------- | ------- | ------ |
| {\displaystyle a}(MeV)                             | 15,835  | 14,1    | 15,75  |
| {\displaystyle b}(MeV)                             | 18,33   | 13      | 17,8   |
| {\displaystyle d} (MeV)                            | 0,714   | 0,595   | 0,711  |
| {\displaystyle s} (MeV)                            | 23,2    | 19      | 23,7   |
| {\displaystyle \delta } (MeV), núcleos par-par     | -11,2   | -33,5   | +11,18 |
| {\displaystyle \delta } (MeV), núcleos impar-impar | +11,2   | +33,5   | -11,18 |
| {\displaystyle \delta } (MeV), núcleos par-impar   | 0       | 0       | 0      |

La masa del núcleo está dada por la masa total de protones y neutrones y la energía de ligadura:

{\displaystyle M_{N}(A,Z)=Zm_{H}+(A-Z)m_{n}-{\frac {B(A,Z)}{c^{2}}}}

La fórmula semiempirica de masas proporciona un ajuste muy bueno para los núcleos pesados, pero no es así para los ligeros (especialmente en el caso del 4He).